# Biblioteka regionalna w Karwinie
Biblioteka regionalna w Karwinie – biblioteka działająca na terenie miasta Karwina w Czechach. Od 1974 roku działa jako filia Oddział Literatury Polskiej.

## Historia biblioteki
Biblioteka powstała w 1923 roku na podstawie ustawy o bibliotekach miejskich (Zákon ze dne 22. července 1919 o veřejných knihovnách obecních). Ponieważ zgodnie z ustawą każda gmina miała obowiązek założyć bibliotekę 28 kwietnia 1923 roku zostało zwołane we Frysztacie zebranie komitetów bibliotecznych trzech narodowości (Czechów, Polaków, Niemców) aby omówić problemy finansowe, prawne i personalne. Prawdopodobnie wszystkie trzy biblioteki rozpoczęły działalność w jednym budynku, w Panském Hotelu, który później zmienił nazwę na Hotel Baník. Po 1928 roku każda z bibliotek działała samodzielnie, często zmieniając lokalizację. 

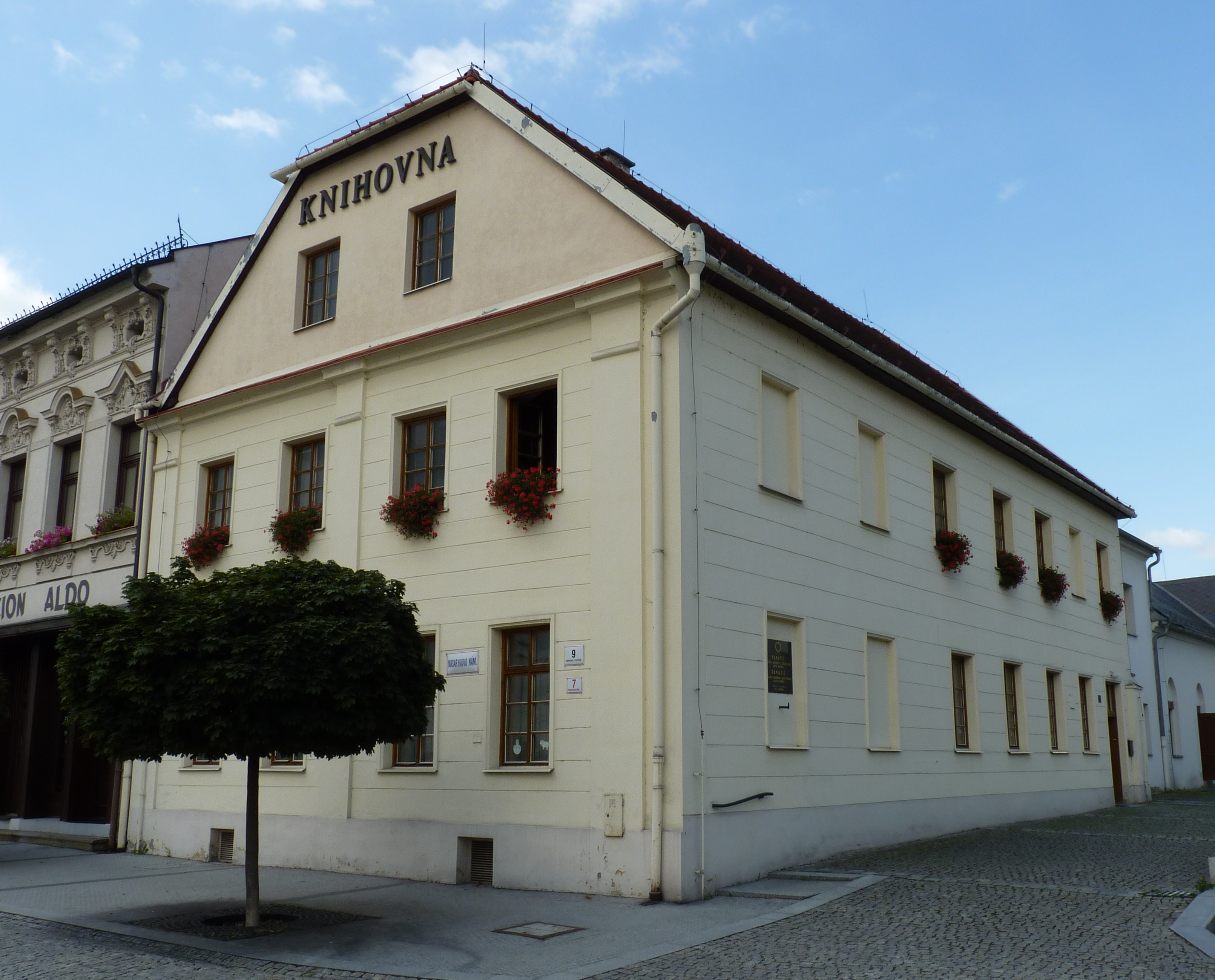
Budynek polskiego oddziału biblioteki regionalnej w Karwinie.

Rozwój bibliotek został przerwany podczas II wojny światowej. Biblioteki zostały ponownie otwarte 4 czerwca 1945 roku pod kierownictwem nauczyciela Jana Rohla i Jana Jelínka. W latach 1950–1992 biblioteka nosiła nazwę Biblioteka Powiatowa w Karwinie, natomiast od 1 maja 1992 roku jej nazwa została zmieniona na Bibliotekę Regionalną w Karwinie. 

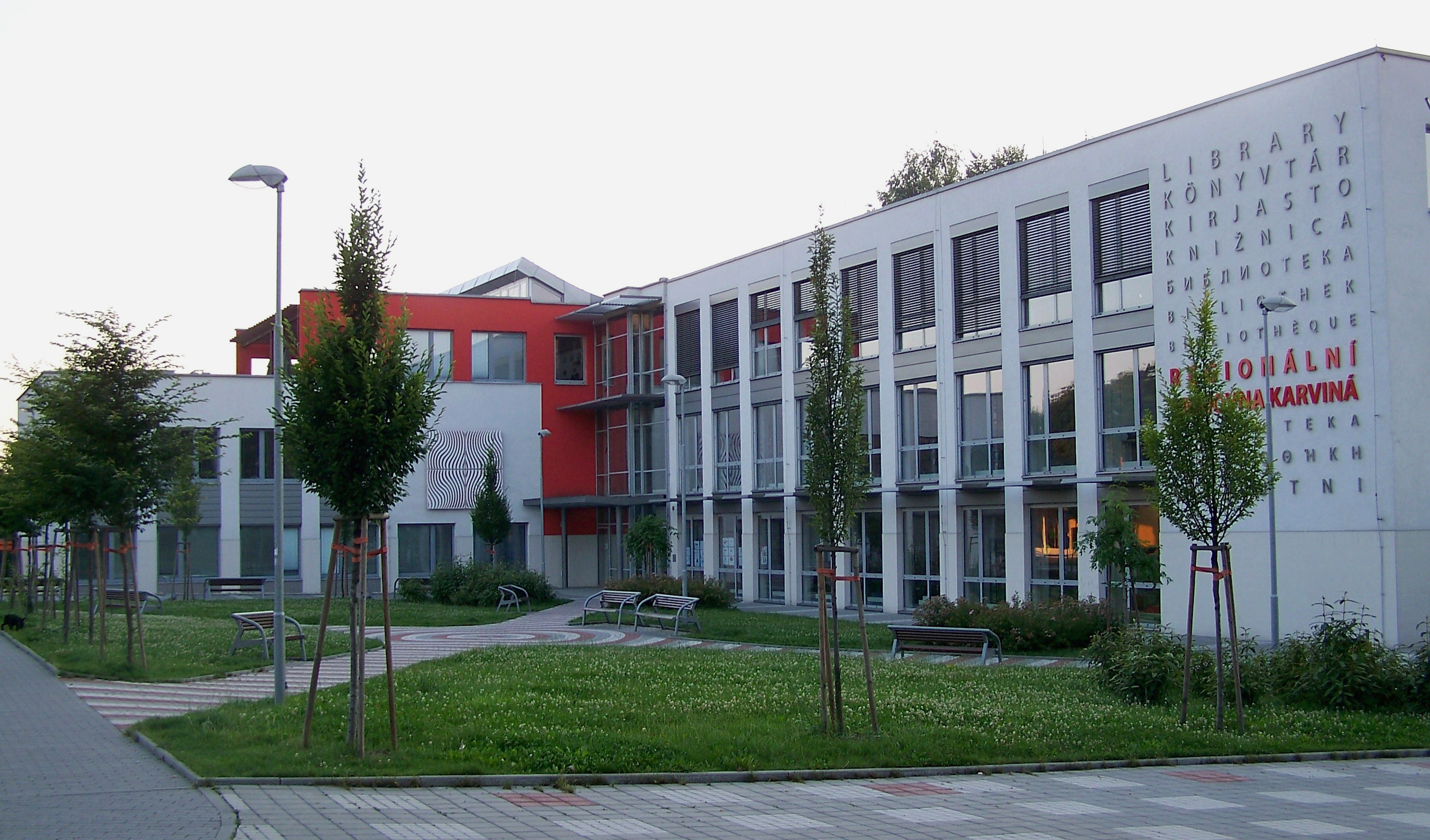
Budynek czeskiego oddziału biblioteki regionalnej w Karwinie.

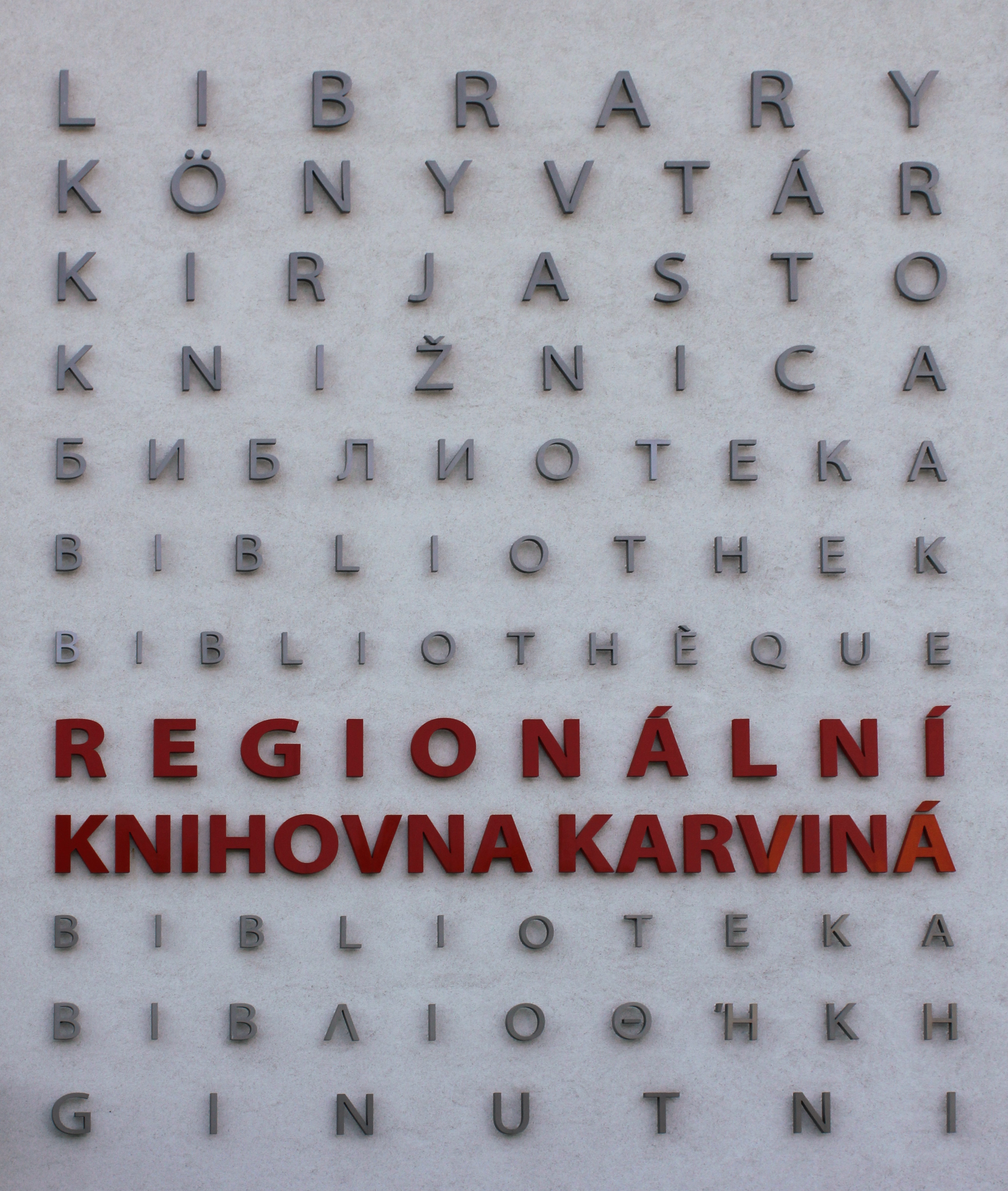

| imię i nazwisko            | działanie od–do |
| -------------------------- | --------------- |
| Marie Sedláčková-Kozubková | 1950–1964       |
| Naděžda Ježková            | 1964–1965       |
| Ervin Ščur                 | 1976–1980       |
| Mgr. Ivan Šeiner           | 1966–1975       |
| Zdeněk Lopatář             | 1981–1989       |
| PhDr. Halina Molinová      | 1990–2018       |
| Mgr. Markéta Kukrechtová   |                 |

## Filie biblioteki
Biblioteka ma 8 oddziałów. Wśród nich znajdują się centra informacji, Oddział muzyczny i Oddział Literatury Polskiej.

### Oddział Literatury Polskiej w Karwinie-Frysztacie
Filia mieści się przy ulicy Masarykovo nám. 9/7. Powstała w 1974 roku. Ze zbiorów korzystają mieszkańcy Karwiny, studenci polonistyki z Ostrawy, Olomuńca i Brna oraz inne biblioteki z Czech w ramach wypożyczeń międzybibliotecznych. Księgozbiór w 2004 roku liczył 16 000 woluminów literatury naukowej, popularnonaukowej oraz beletrystycznej dla dorosłych, dzieci i młodzieży. Gromadzone są i udostępniane również polskie czasopisma. Większość zbiorów pochodzi z lat 60., 70. i 80. XX wieku, ale zbiory są systematycznie uzupełniane. Biblioteka korzysta z programu bibliotecznego DAWINCI i jej katalog jest dostępny na stronie biblioteki głównej.
Biblioteka prowadzi działalność kulturalno-edukacyjną szczególnie dla polskich szkół podstawowych w całym regionie. Organizuje spotkania ze znanymi współczesnymi pisarzami, wieczory literackie i konkursy czytelnicze.